# 닛산 퀘스트
닛산 퀘스트(Nissan Quest)는 닛산의 미니밴이다. 일본에서는 판매되지 않고, 미국과 캐나다 시장 전용으로 판매되었다.

## 1세대(V40)

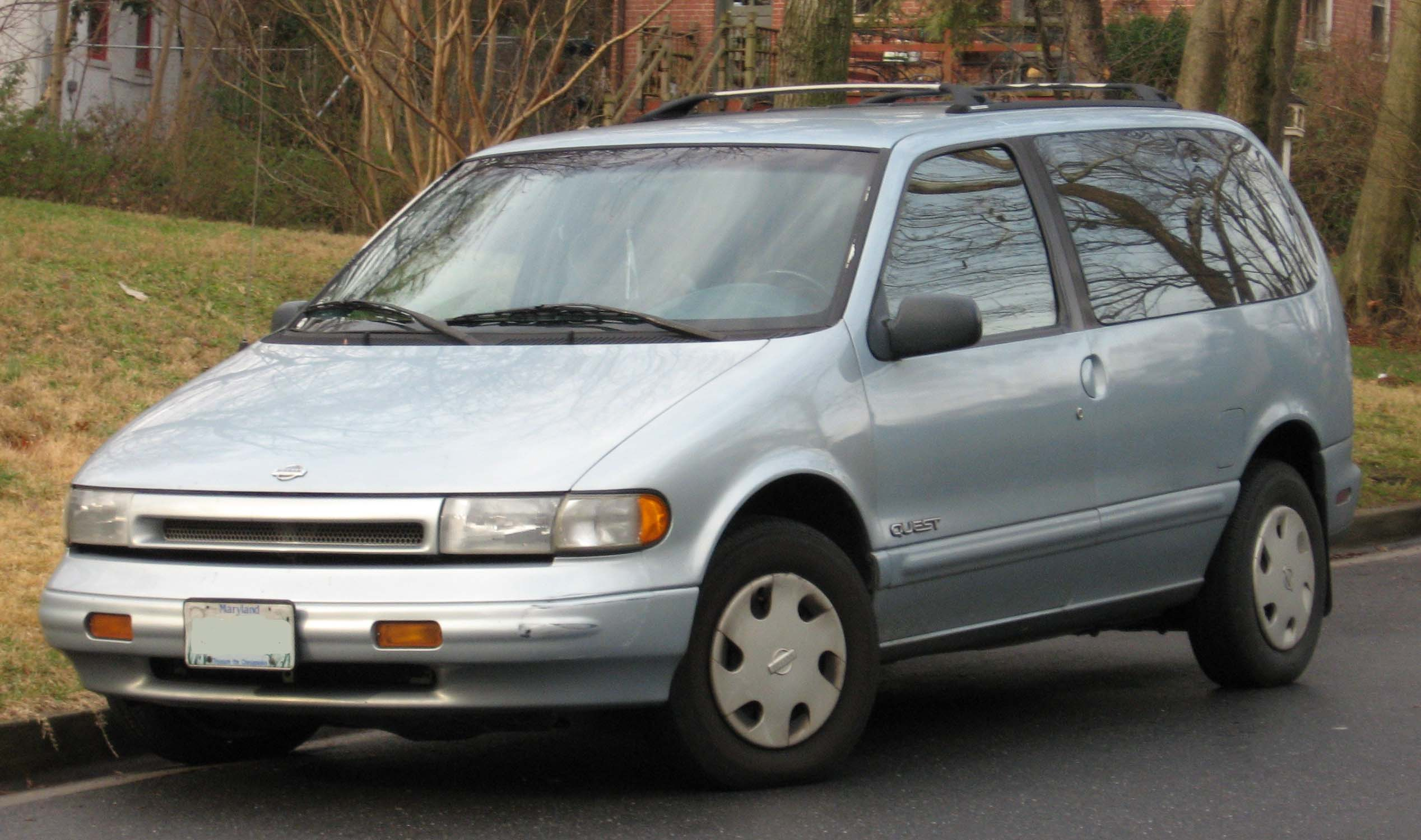
닛산 퀘스트(전기형) 정측면

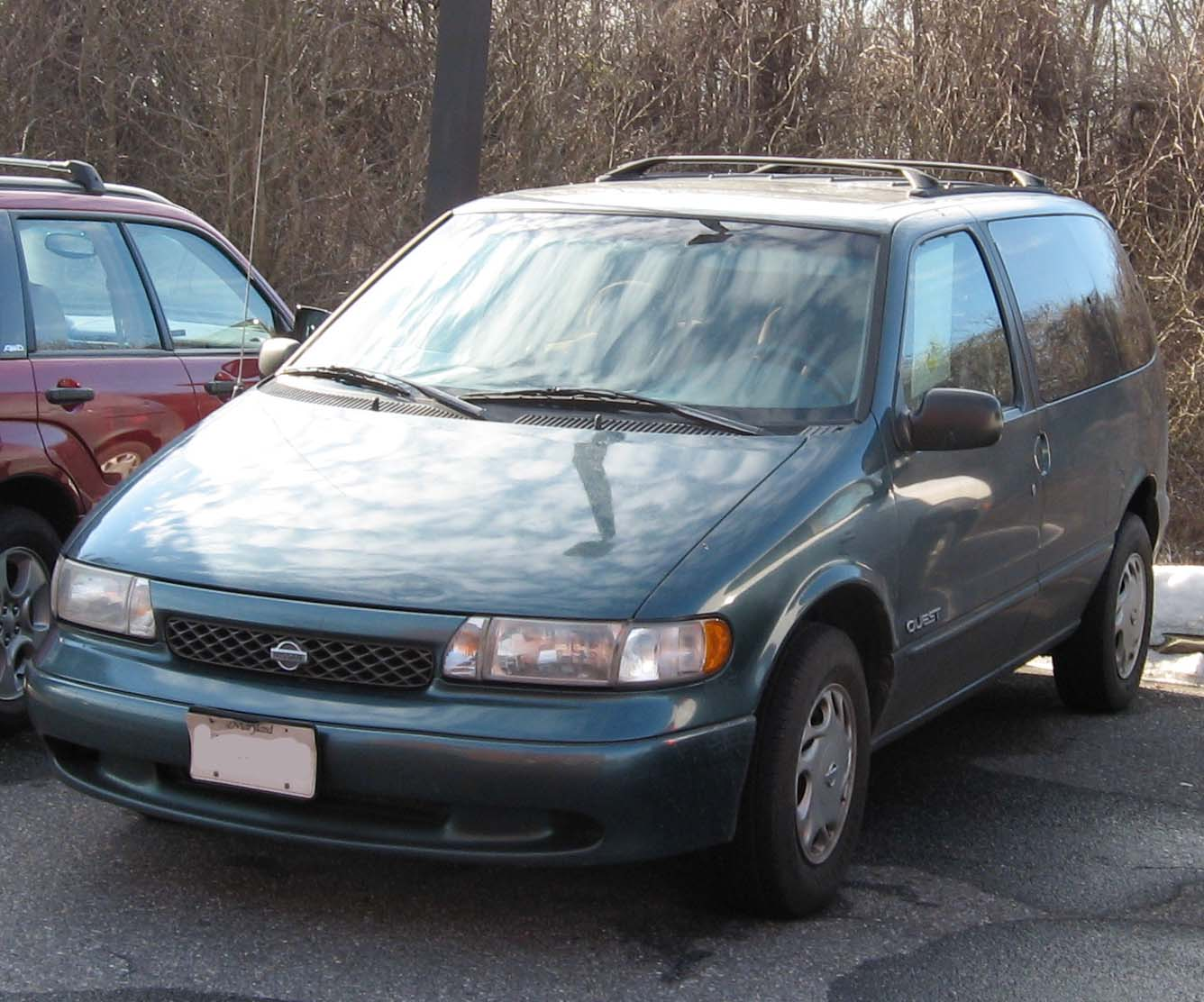
닛산 퀘스트(후기형) 정측면

1992년 1월 6일에 북미 국제 오토쇼에서 발표되었으며, 같은 해 4월 12일에 북미 사양 프레어리의 대체 차종으로 출시되었다. 당시 포드와 공동 개발하였는데, 본래 마쓰다와 공동 개발을 할 예정이었지만, 정숙성과 편안함, 핸들링이 뛰어난 FR 방식을 고집했기 때문에 닛산과 손을 잡기로 하였다. 형제 차종으로 머큐리 브랜드를 통해 빌리저로 판매되었다. 서스펜션과 스프링의 경우 전면은 일반적인 맥퍼슨 스트럿과 코일 스프링을 조합했지만, 후면은 리지드 액슬과 리프 스프링을 조합했다. 1996년에 프론트 그릴, 헤드 라이트, 범퍼, 테일 라이트 등이 변경된 페이스 리프트를 감행하였다.

## 2세대(V41)

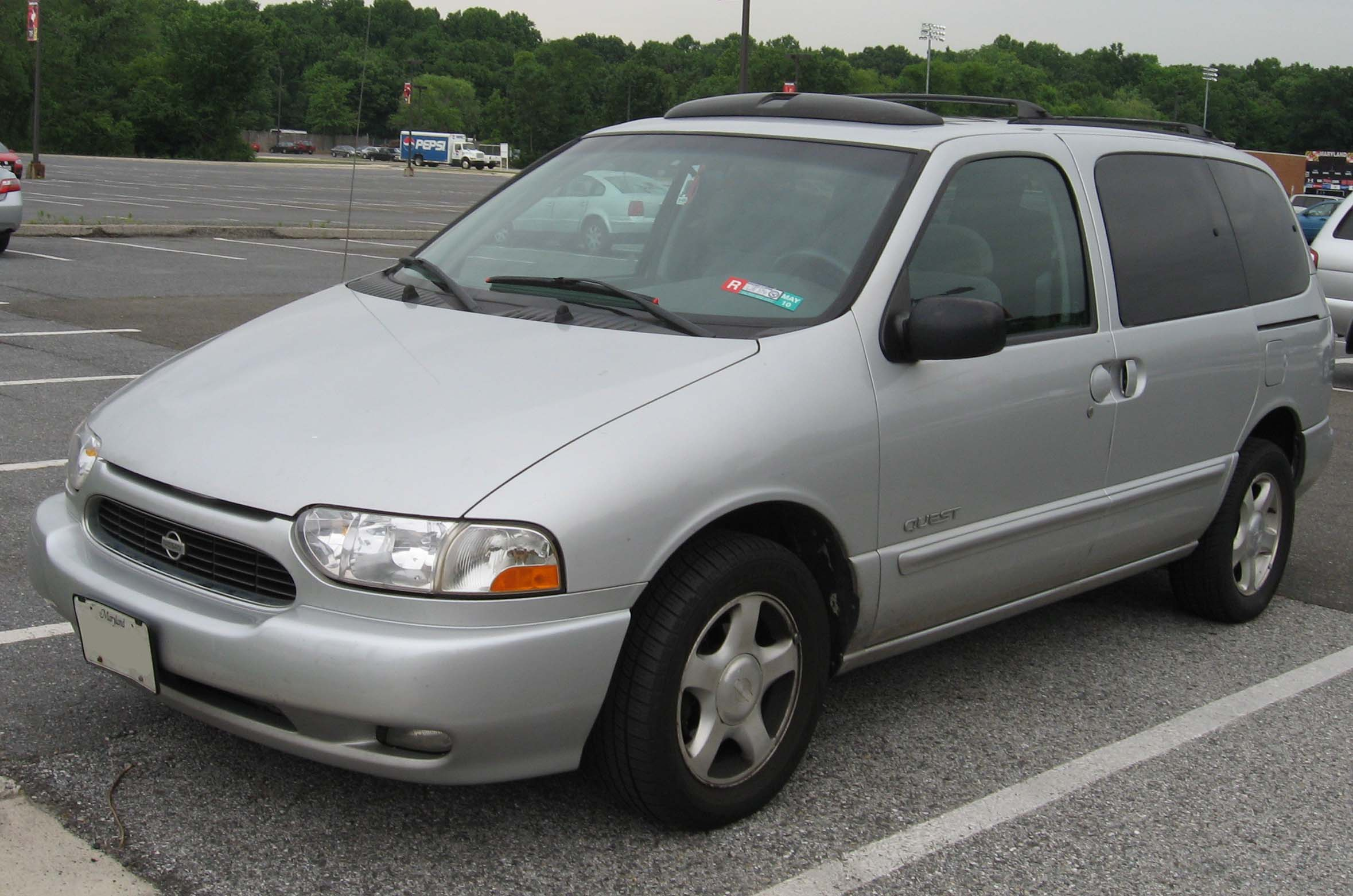
닛산 퀘스트(전기형) 정측면

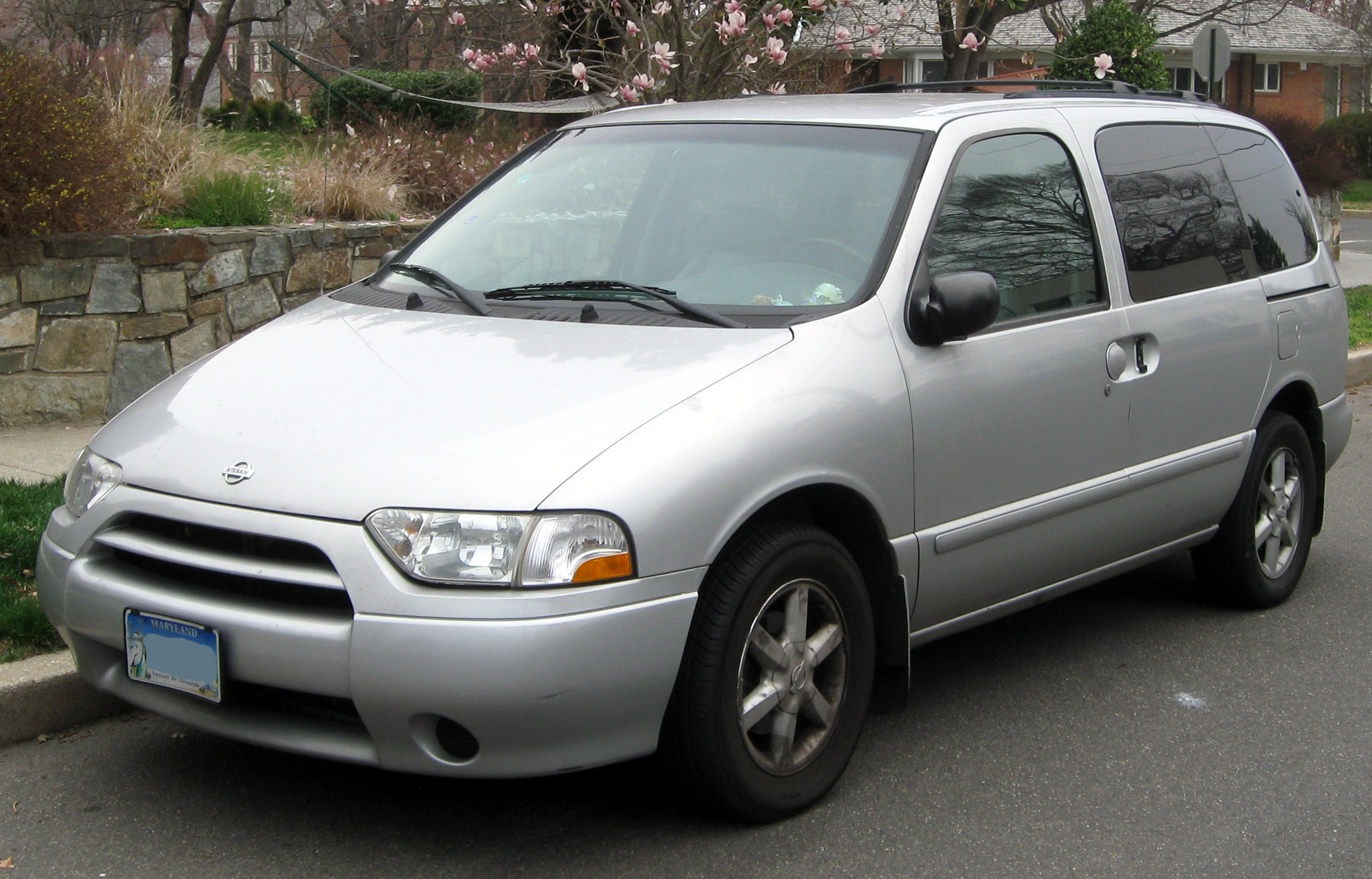
닛산 퀘스트(후기형) 정측면

1998년 8월에 출시되었다. 역대 퀘스트 중 최초로 슬라이드 도어를 양쪽에 장착하였고, 엔진은 V형 6기통 OHC VG33E가 장착되었다. 2001년에 페이스 리프트를 거쳤다. 역대 퀘스트 중 마지막으로 포드와 공동 개발하였으며, 2세대 역시 형제 차종으로 머큐리 브랜드를 통해 빌리저로 판매되었다.

## 3세대(V42)

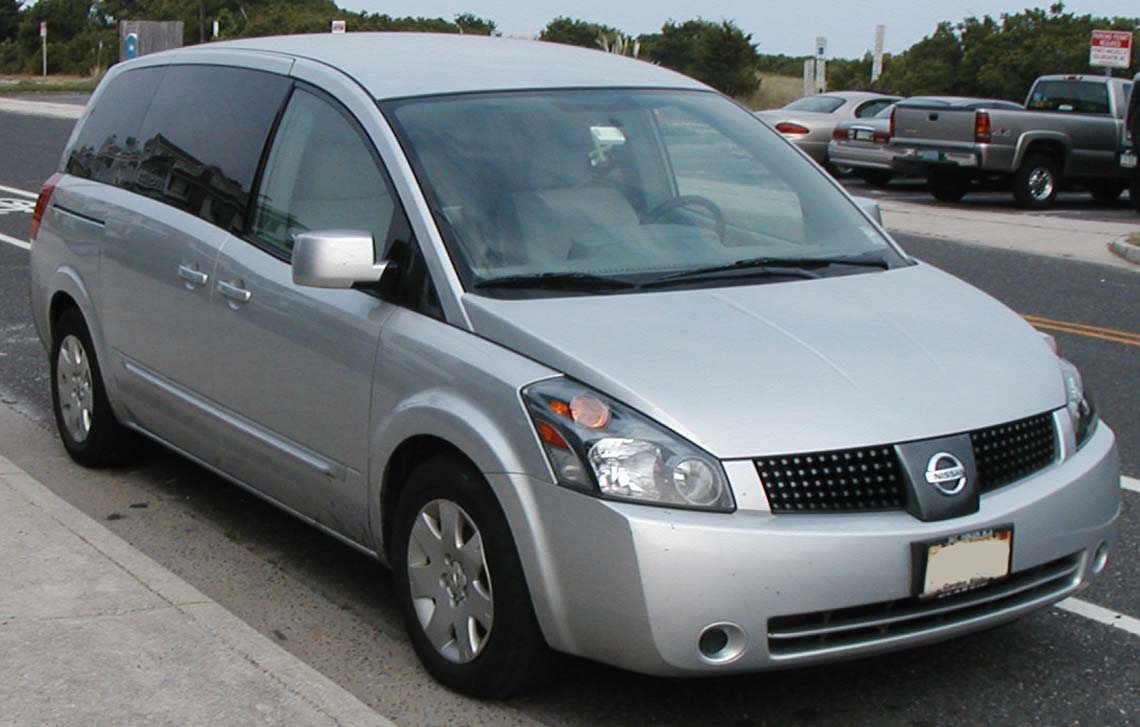
닛산 퀘스트(전기형) 정측면

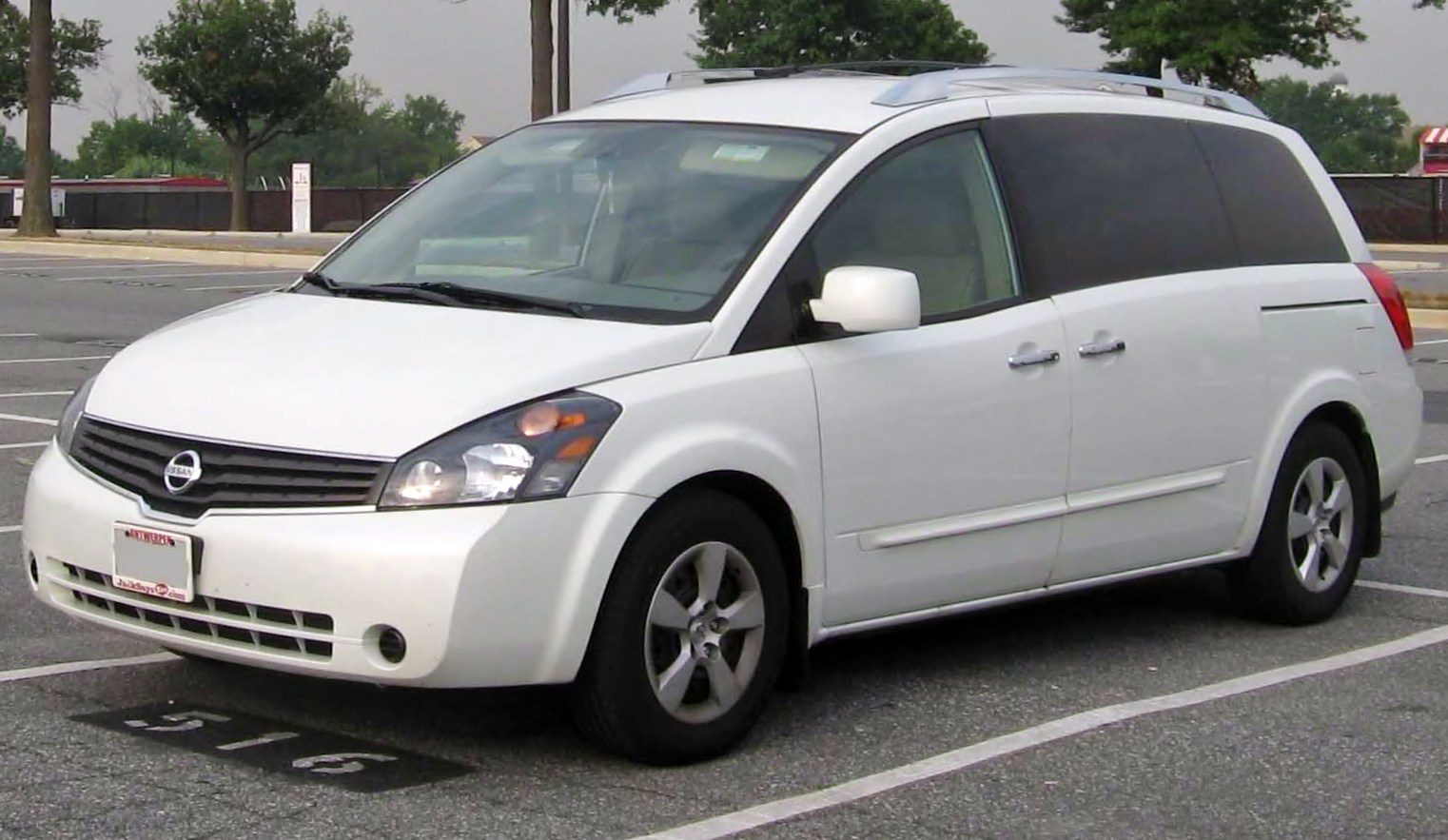
닛산 퀘스트(후기형) 정측면

2002년 1월에 북미 국제 오토쇼에서 컨셉트 카가 출품되었고 이듬해인 2003년 1월에 양산형이 공개되었다. 이후 같은 해 5월 27일에 출시되었다. 포드와 공동 개발했던 1, 2세대와는 달리 3세대는 북미 전략 차종인 알티마 및 아시아를 중심으로 판매되고 있는 티아나를 사용했던 FF-L 플랫폼을 활용하여 닛산이 독자 개발하였다. 타원형 모양의 센터 클러스터를 갖춘 독특한 디자인의 인테리어를 채용했지만, 이는 오히려 악평이 쏟아졌다. 2005년 4월에 오토 상하이에서 중화권 사양이 공개되었고, 같은 해 8월에 중화민국, 중화인민공화국 등 중화권을 중심으로 수출을 개시하였다. 2006년 2월에 시카고 오토쇼에서 페이스 리프트 모델이 공개된 후 출시되었는데, 이 모델은 전면 그릴등 소수의 외관과 질감이 높은 인테리어로 바뀌어 어느 정도 개선되었다.

## 4세대(RE52)

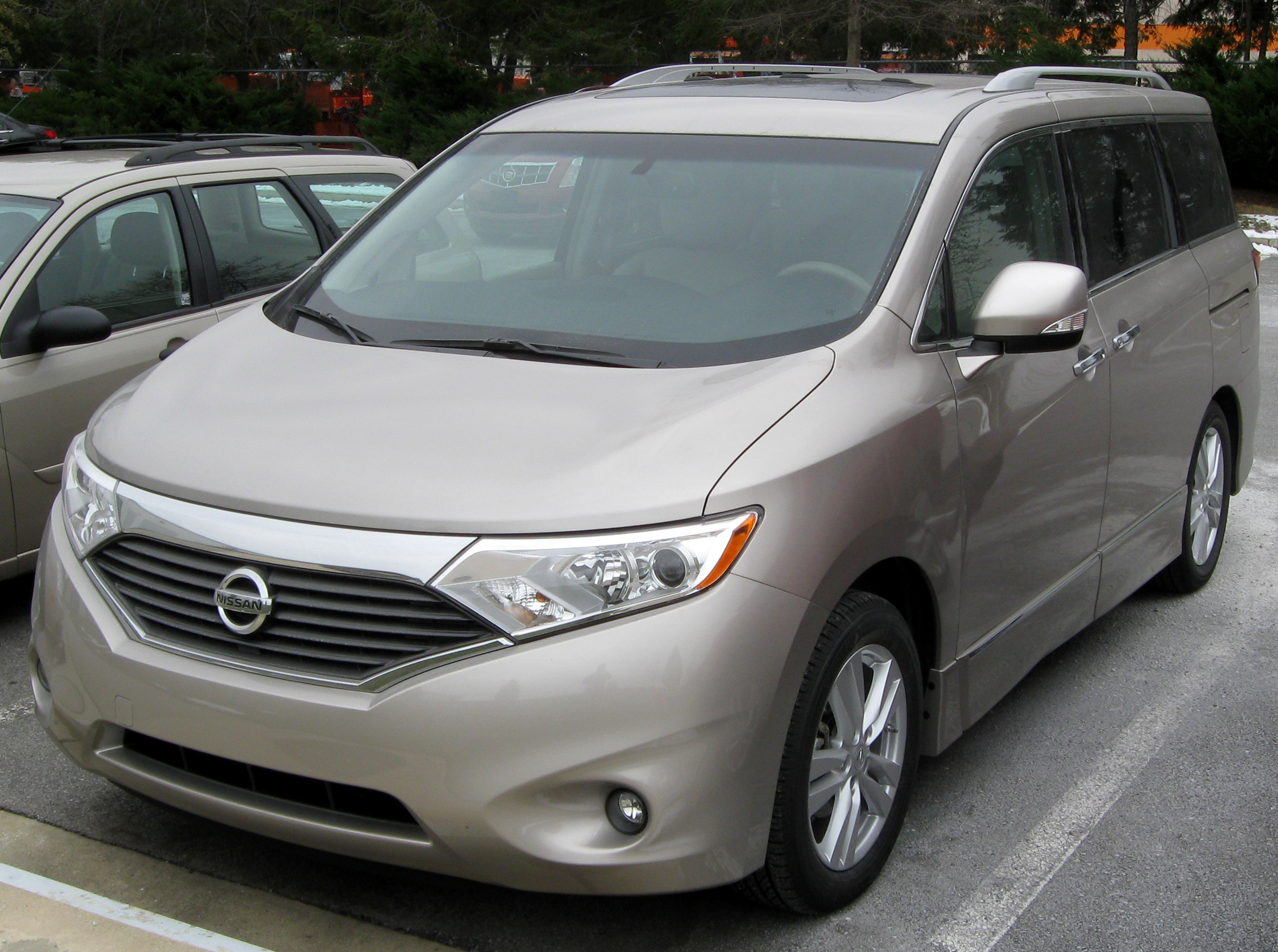
닛산 퀘스트 정측면

2010년 7월 7일에 닛산 북미 지사에 의해 렌더링이 공개된 후 같은 해 12월에 정식 출시되었다. D 플랫폼을 활용하였으며, 엘그란드와 통합되었다. 1, 2, 3세대와는 다르게 일본의 섬인 규슈에서 생산되었으며, 전술했듯이 일본을 비롯한 일부 아시아 국가에서는 차체 크기를 약간 줄이고, 앞·뒤 디자인을 바꾸고, 기능에 차이를 둬 엘그란드로 판매된다. 판매 부진으로 인해 2016년에 자가용은 단종되고, 2017년에 법인 및 사업용도 판매가 끝나면서 후속 차종 없이 단종되었다.

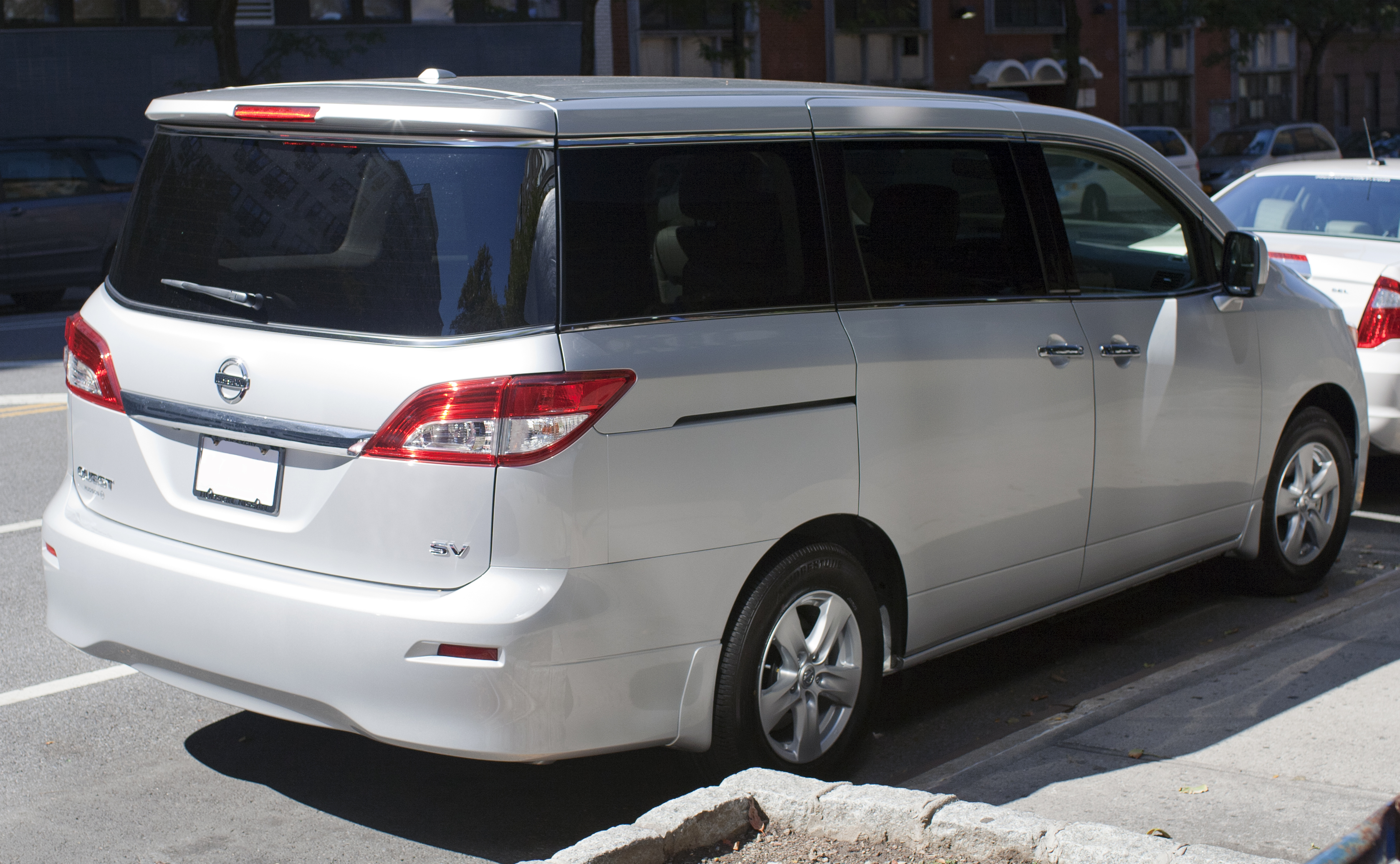
닛산 퀘스트 후측면